# Порецкий район
Поре́цкий райо́н (чув. Пăрачкав районĕ) — административно-территориальная единица в Чувашской Республике России. В границах района образован одноимённый  муниципальный округ (в 2004-2022 гг.— муниципальный район).
Административный центр — село Порецкое.

## География
Расположен на юго-западе Чувашской Республики. На западе граничит с Пильнинским и Сеченовским районами Нижегородской области, на севере с Шумерлинским, на востоке с Ибресинским, на юге с Алатырским районами Чувашии и Ардатовским районом Республики Мордовия. Территория 1116,9 км² (6,1 % площади республики).

## История
Район образован 5 сентября 1927 года.
2 ноября 1956 года к Порецкому району была присоединена часть территории упразднённого Кувакинского района.

## Население
| 1993    | 1997    | 2001    | 2002    | 2005    | 2009    | 2010    | 2011    | 2012    |
| ------- | ------- | ------- | ------- | ------- | ------- | ------- | ------- | ------- |
| 19 100  | ↘18 900 | ↘18 400 | ↘17 311 | ↘16 600 | ↘15 556 | ↘13 992 | ↘13 872 | ↘13 595 |
| 2013    | 2014    | 2015    | 2016    | 2017    | 2018    | 2019    | 2020    | 2021    |
| ↘13 404 | ↘13 245 | ↘13 019 | ↘12 881 | ↘12 606 | ↘12 312 | ↘11 903 | ↘11 651 | ↘10 732 |

### Национальный состав
По данным переписи населения 2010 года национальный состав района представлен русским и мордовским этносами. Титульное население республики: чуваши проживают в малом количестве. В районе находится крупнейшее мордовское село республики: Напольное. Помимо него мордовскими сёлами являются Рындино Сыреси
| Национальность | Число указавших национальность и доля от населения района |
| -------------- | --------------------------------------------------------- |
| Чуваши         | 4,58 % (641)                                              |
| Русские        | 71,12 % (9 951)                                           |
| Татары         | 0,26 % (37)                                               |
| Мордва         | 22,67 % (3 172)                                           |

## Территориальное устройство
В рамках административно-территориального устройства, район делится на 12 административно-территориальных единиц — сельских поселений.
В рамках организации местного самоуправления с 2004 по 2022 год муниципальный район включал 12 сельских поселений, которые к 1 января 2023 года были упразднены и объединены в единый муниципальный округ.
| №  | Сельское поселение               | Административный центр | Количество населённых пунктов | Население (чел.) | Площадь (км²) |
| -- | -------------------------------- | ---------------------- | ----------------------------- | ---------------- | ------------- |
| 1  | Анастасовское сельское поселение | село Анастасово        | 3                             | ↘799             | 64,06         |
| 2  | Козловское сельское поселение    | село Козловка          | 4                             | ↘784             | 143,79        |
| 3  | Кудеихинское сельское поселение  | село Кудеиха           | 3                             | ↘790             | 131,17        |
| 4  | Мишуковское сельское поселение   | село Мишуково          | 3                             | ↘356             | 42,79         |
| 5  | Напольновское сельское поселение | село Напольное         | 1                             | ↘1074            | 43,43         |
| 6  | Никулинское сельское поселение   | село Никулино          | 5                             | ↘312             | 62,23         |
| 7  | Октябрьское сельское поселение   | село Антипинка         | 2                             | ↘510             | 41,96         |
| 8  | Порецкое сельское поселение      | село Порецкое          | 1                             | ↘5081            | 73,40         |
| 9  | Рындинское сельское поселение    | село Рындино           | 2                             | ↗343             | 40,56         |
| 10 | Семёновское сельское поселение   | село Семёновское       | 5                             | ↘496             | 58,89         |
| 11 | Сиявское сельское поселение      | село Сиява             | 5                             | ↘395             | 321,17        |
| 12 | Сыресинское сельское поселение   | село Сыреси            | 3                             | ↘470             | 93,41         |

## Населённые пункты
В Порецком районе (муниципальном округе) расположено 37 населённых пунктов:
| №  | Населённый пункт | Тип     | Население | Поселение                        |
| -- | ---------------- | ------- | --------- | -------------------------------- |
| 1  | Анастасово       | село    | ↗544      | Анастасовское сельское поселение |
| 2  | Антипинка        | село    | →360      | Октябрьское сельское поселение   |
| 3  | Бахмутово        | деревня | →271      | Анастасовское сельское поселение |
| 4  | Вознесенское     | деревня | →157      | Семёновское сельское поселение   |
| 5  | Гарт             | село    | ↗168      | Сиявское сельское поселение      |
| 6  | Долгая Поляна    | посёлок | →78       | Сиявское сельское поселение      |
| 7  | Заречный         | посёлок | ↘32       | Никулинское сельское поселение   |
| 8  | Зелёный Дол      | посёлок | ↗35       | Никулинское сельское поселение   |
| 9  | Ивановка         | деревня | →150      | Мишуковское сельское поселение   |
| 10 | Кожевенное       | село    | →155      | Кудеихинское сельское поселение  |
| 11 | Козловка         | село    | →258      | Козловское сельское поселение    |
| 12 | Коровино         | деревня | ↘203      | Анастасовское сельское поселение |
| 13 | Красноглухово    | посёлок | →17       | Сиявское сельское поселение      |
| 14 | Красномайская    | деревня | →59       | Мишуковское сельское поселение   |
| 15 | Крылово          | деревня | →61       | Семёновское сельское поселение   |
| 16 | Кудеиха          | село    | →707      | Кудеихинское сельское поселение  |
| 17 | Любимовка        | село    | →108      | Сыресинское сельское поселение   |
| 18 | Мачкасы          | деревня | →105      | Козловское сельское поселение    |
| 19 | Милютино         | деревня | →38       | Семёновское сельское поселение   |
| 20 | Мишуково         | село    | →263      | Мишуковское сельское поселение   |
| 21 | Напольное        | село    | ↘1074     | Напольновское сельское поселение |
| 22 | Никольское       | деревня | →44       | Сиявское сельское поселение      |
| 23 | Никулино         | село    | ↗324      | Никулинское сельское поселение   |
| 24 | Ниловка          | посёлок | ↘18       | Никулинское сельское поселение   |
| 25 | Октябрьское      | село    | →298      | Октябрьское сельское поселение   |
| 26 | Полибино         | село    | →67       | Семёновское сельское поселение   |
| 27 | Порецкое         | село    | ↘5081     | Порецкое сельское поселение      |
| 28 | Раздольное       | село    | →64       | Сыресинское сельское поселение   |
| 29 | Рындино          | село    | ↘462      | Рындинское сельское поселение    |
| 30 | Ряпино           | село    | →433      | Козловское сельское поселение    |
| 31 | Семёновское      | село    | →297      | Семёновское сельское поселение   |
| 32 | Сиява            | село    | ↘327      | Сиявское сельское поселение      |
| 33 | Степное Коровино | посёлок | ↗66       | Никулинское сельское поселение   |
| 34 | Сыреси           | село    | →505      | Сыресинское сельское поселение   |
| 35 | Турдаково        | село    | →13       | Рындинское сельское поселение    |
| 36 | Устиновка        | деревня | →139      | Козловское сельское поселение    |
| 37 | Шадриха          | деревня | →19       | Кудеихинское сельское поселение  |

Упразднённые населённые пункты:
- 2004 год — поселок Краснобор и село Старокаменное Никольского сельсовета, и поселок Гартовский лесозавод Гартовского сельсовета[26]

## Природа
Порецкий район находится в пределах Чувашского плато. Наиболее возвышенная часть района находится на юго-западе с отметкой 243 метра над уровнем моря. Из полезных ископаемых представлены несколько месторождений торфа, эксплуатируемые Порецким торфопредприятием, в Порецком месторождении добываются суглинки для производства керамических изделий, глины для производства кирпича, в Бахмутовском месторождении — пески строительные, гипс (алебастр) и доломиты.
Климат района умеренно континентальный с продолжительной холодной зимой и тёплым, иногда жарким летом. Средняя температура января −12…−13 °C, абсолютный минимум достигал −44 °C; средняя температура июля 19 °C, абсолютный максимум достигал 38 °C. За год выпадает до 500 мм осадков.
Главная река — Сура, источник водных ресурсов и транспортная артерия. Она делит район на западное левобережье и восточное правобережье, которые отличаются между собой по геологическому строению, почвенному покрову, растительности. В пойме Суры расположено множество озёр. Поверхность поймы ровная, сильно расчленена долинами малых рек, старицами и озёрами. Наиболее крупные реки: Меня, левый приток и Киря, правый приток Суры.
Почвы района очень разнообразны. Вдоль Суры находится комплекс дерново-пойменных аллювиальных почв и луговых чернозёмов. На восточном правобережье — комплекс песчаных почв разной оподзоленности, а также разновидности дерново-подзолистых почв. Большая часть центральных и северных частей западного левобережья занята чернозёмами. В южной части западного левобережья почвы типа серых лесных. В поймах наиболее крупных рек расположены болотные почвы.
По типу растительности район находится в трёх лесорастительных районах. Крайний северо-запад — Присурский дубравный район. Западное левобережье входит в состав юго-западного степного района, вся территория которого занята сельскохозяйственными землями. Восточное правобережье входит в состав Присурского хвойного лесорастительного района, где распространённой породой является сосна, а в северной части — ель.
Животный мир разнообразен. В западном левобережье обитают представители степной зоны: суслик, сурок, тушканчик, заяц-русак, лисица, волк, ласка, в восточном правобережье встречаются обитатели лесов: медведь, белка, рысь, бобр, лось, крот, выхухоль, куница и др.

## Экономика
Район имеет сельскохозяйственную направленность и специализируется на выращивании зерна, мясо-молочной продукции, картофеля. Сельское хозяйство района носит товарный характер.
Промышленность представлена предприятиями по переработке молока (маслозавод, не функционирует), картофеля (крахмалзавод), древесины (мехлесхоз), торфа (торфопредприятие, не функционирует), глины (кирпичный завод), по производству швейных изделий, филиалом Московского завода «Мосрентген» (ликвидирован), по добыче гипса (ООО «Гипор-М»).

## Транспорт
Основу транспортной сети составляет региональная автодорога 97К-001 Чебоксары — Сурское, а также межмуниципальные и муниципальные автодороги, соединяющие районный центр с сельскими поселениями. В навигацию в Порецком функционировала пристань, переставшая работать из-за обмеления Суры и экономической нецелесообразности речных перевозок.